# Bansi Pandit
Bansi Pandit (Cachemira, 1 de junio de 1942)
es un escritor y conferencista sobre hinduismo e ingeniero nuclear indio.
Vive en Estados Unidos, en la ciudad de Glen Ellyn (estado de Illinois).

## Obra
Ha escrito varios libros sobre el tema del hinduismo.
- 1996: A new comprehensive guide to Hindu way of life. ISBN 0-9634798-3-0.
- 1998: Fundamentals of Hindu religion and philosophy for all ages. ISBN 81-7822-007-5.
- 2005: Explore Hinduism. ISBN 1-872883-81-8.